# Kalleh Sar
Kalleh Sar (persiska: کله سر) är en ort i Iran.   Den ligger i provinsen Gilan, i den nordvästra delen av landet, 260 km nordväst om huvudstaden Teheran. Antalet invånare är 424.
Terrängen runt Kalleh Sar är mycket platt. Runt Kalleh Sar är det tätbefolkat, med 493 invånare per kvadratkilometer. Närmaste större samhälle är Bandar-e Anzalī, 13,7 km nordost om Kalleh Sar. I omgivningarna runt Kalleh Sar växer i huvudsak blandskog.